# Adendorf
Adendorf település Németországban, azon belül Alsó-Szászország tartományban. Lakosainak száma 11 053 fő (2023. december 31.).

## Fekvése
Lüneburgtól északra fekvő település.

## Története
Nevét 1252-ben említették először mint 18 tanyából és Szent János nevű kápolnából álló mezőgazdasági település.
1374-ben a Lüneburgi örökösödési háború, majd a harmincéves háború viszontagságai hagytak nyomot a településen. Szent János-kápolnája a Lüneburgi kerület egyik legrégebbi épülete.

## Galéria

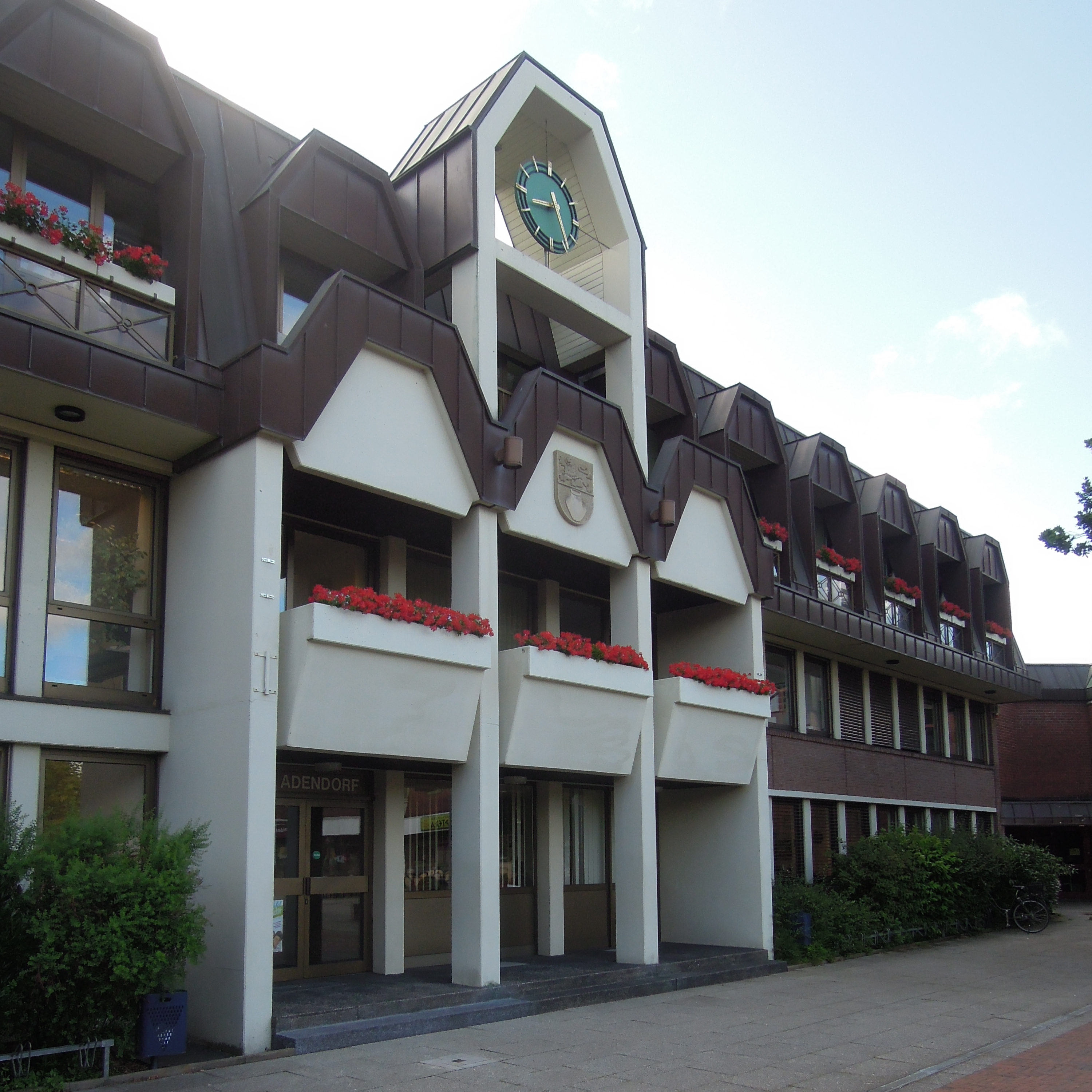
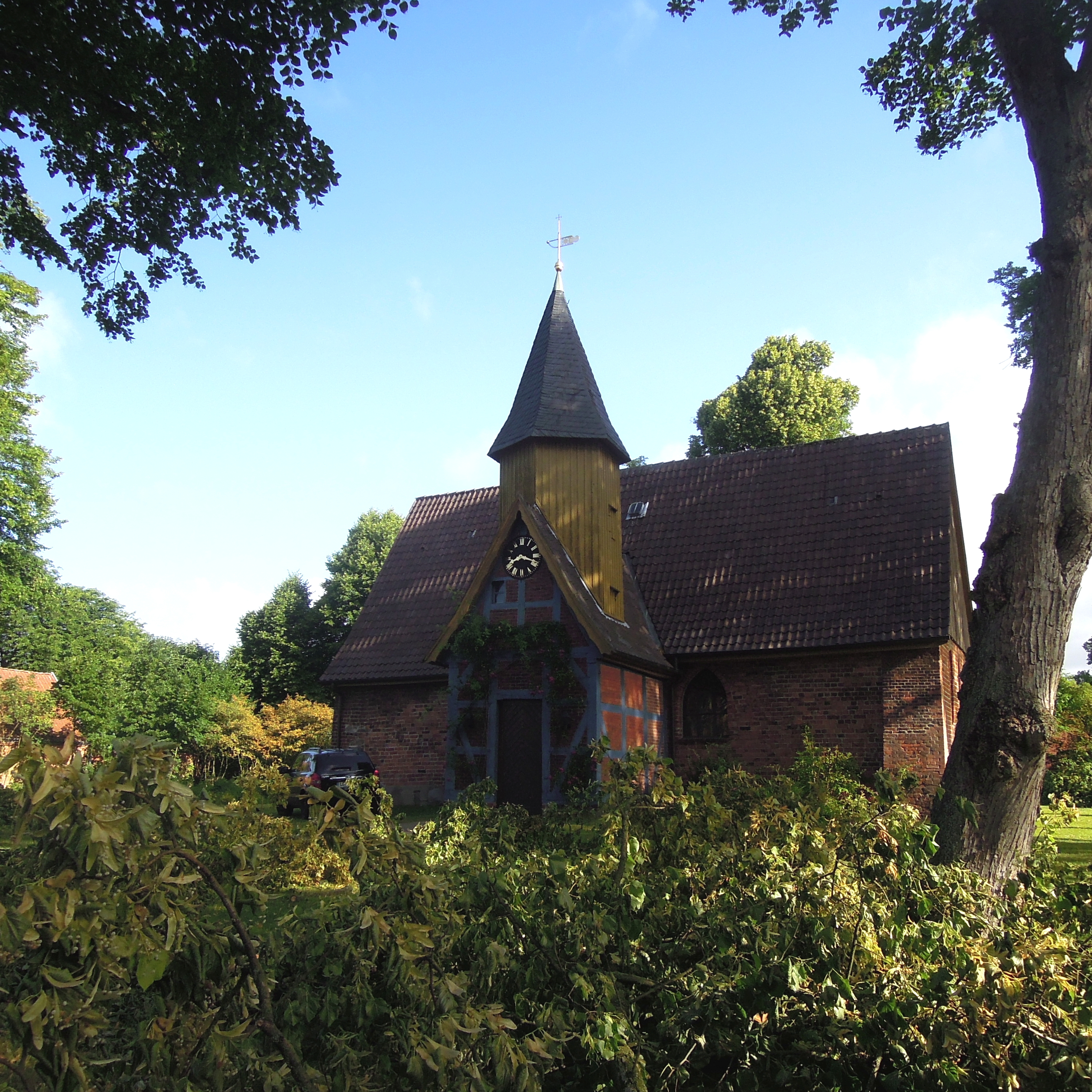
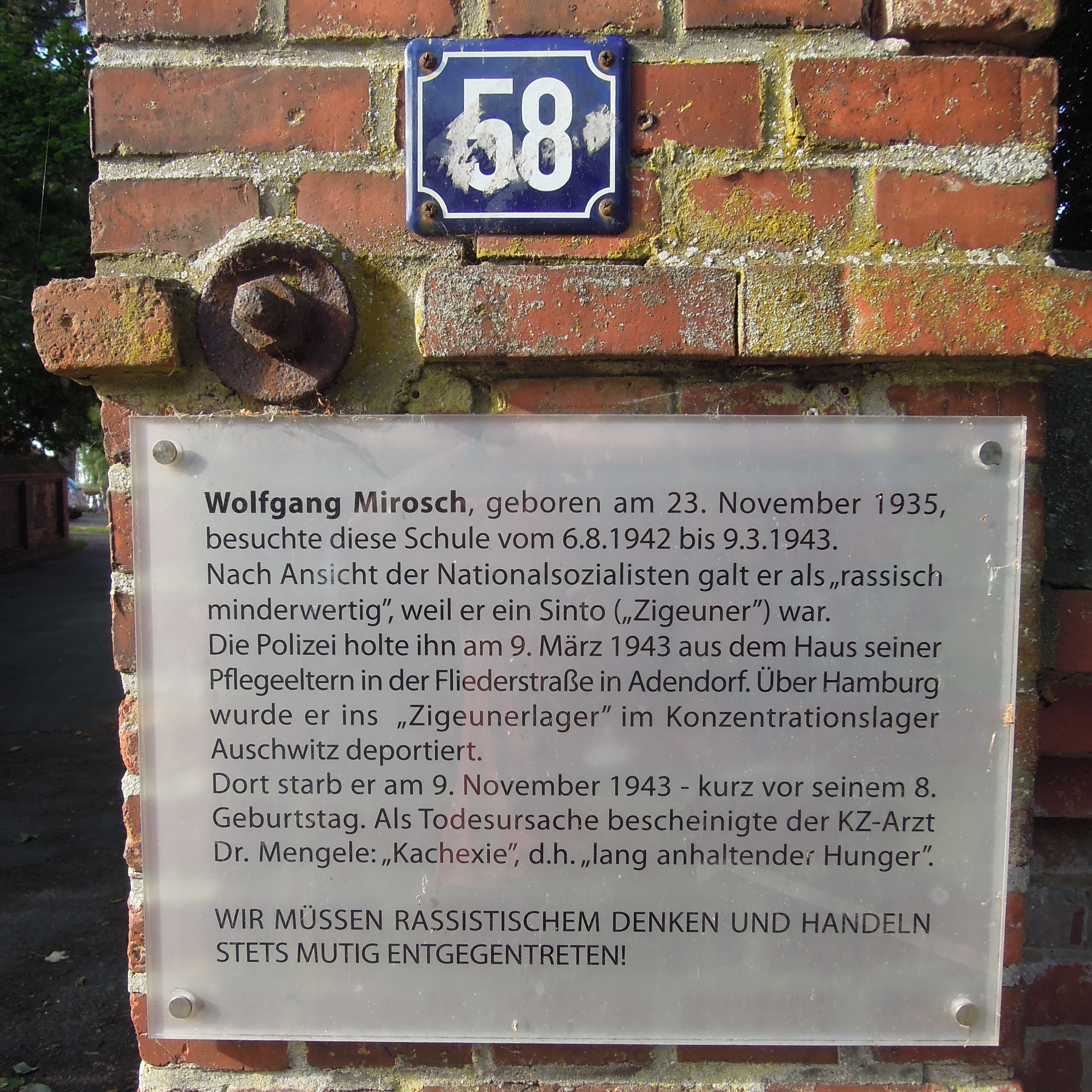
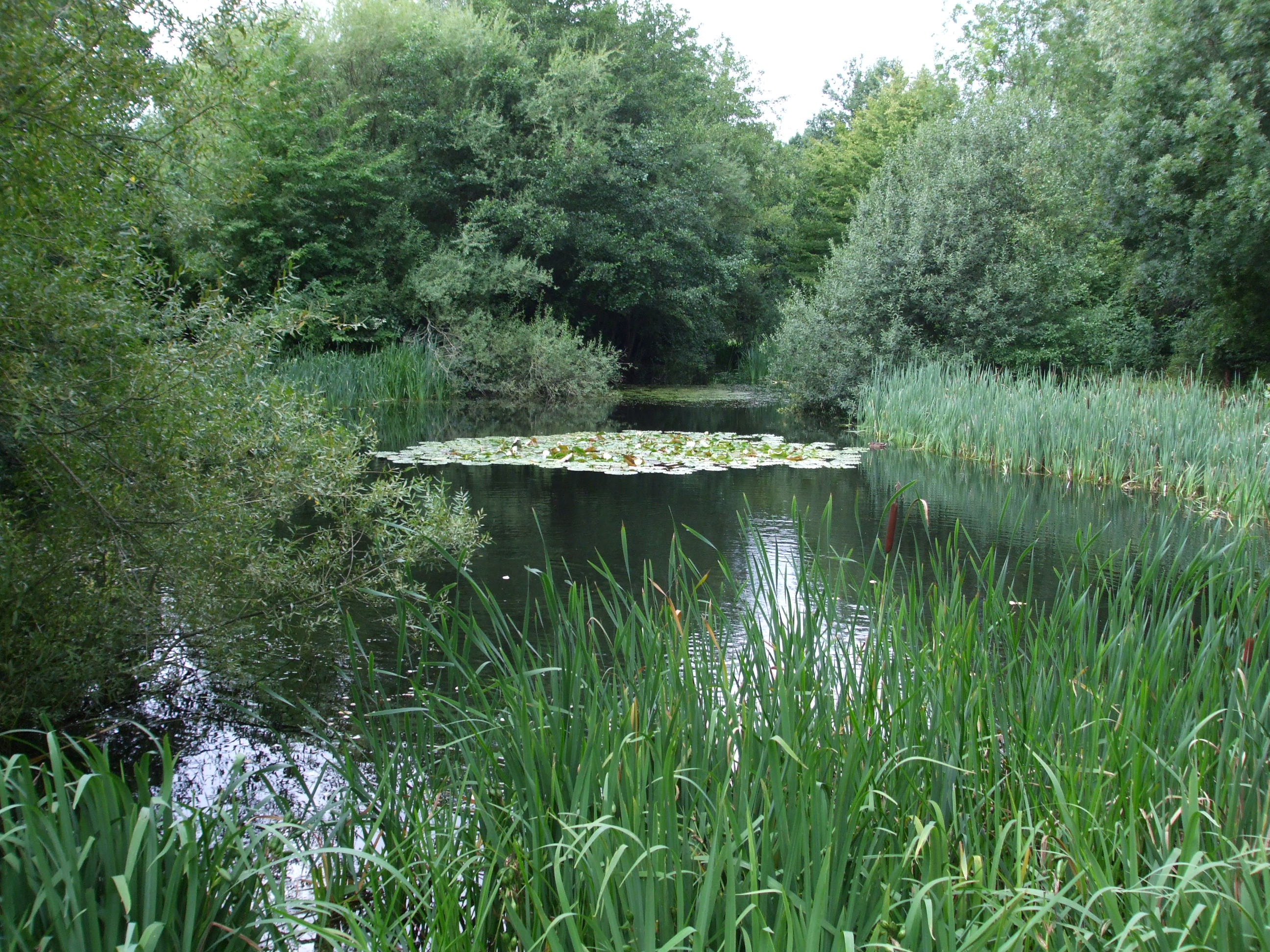
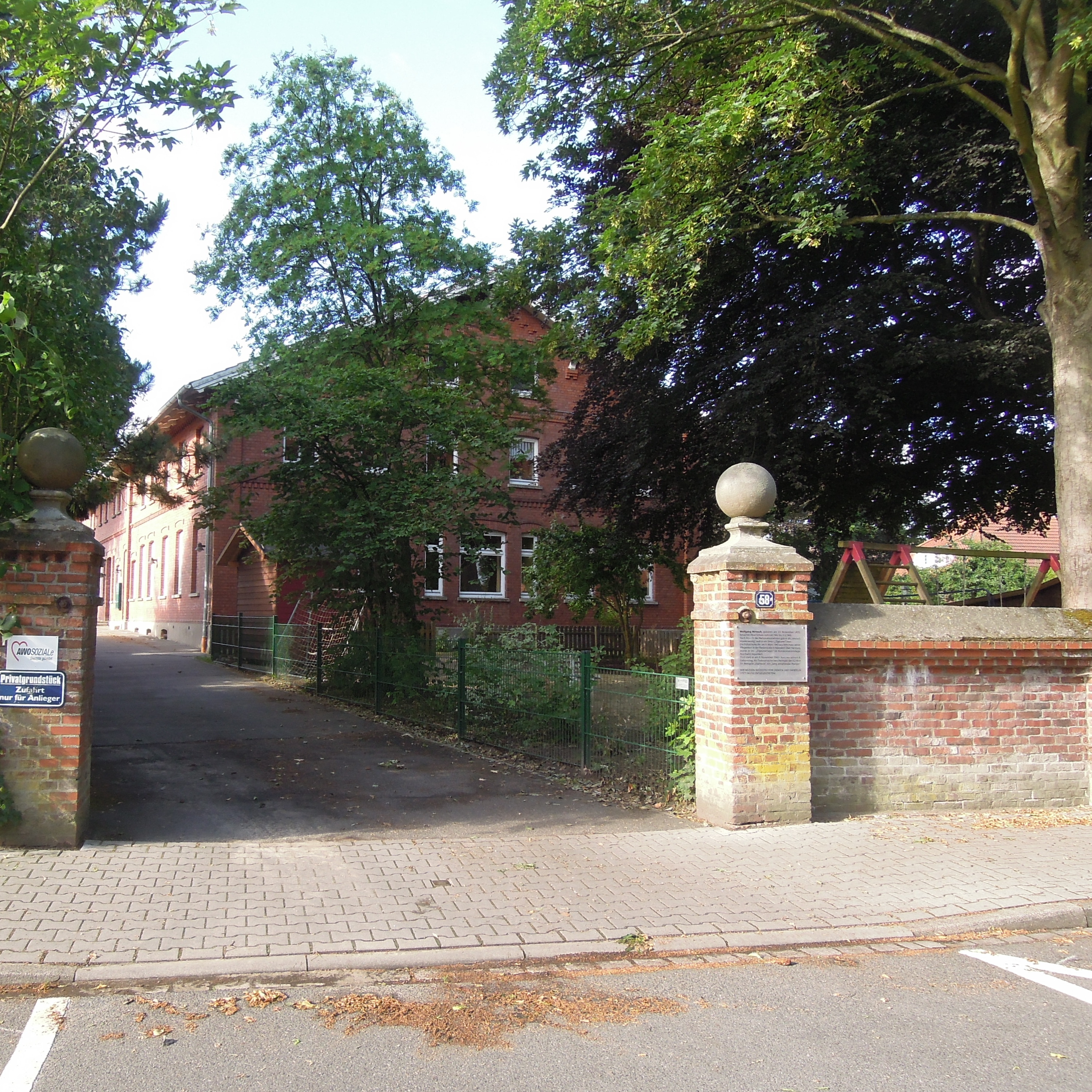

## Nevezetességek
- Szent János kápolna
- Krisztus Király katolikus templom

## Népesség
A település népességének változása:
| Lakosok száma | 10 840 | 10 783 | 10 754 | 10 903 | 10 956 | 11 053 |
|               | 2016   | 2017   | 2019   | 2021   | 2022   | 2023   |